# Uperoleia inundata
Uperoleia inundata é uma espécie de anfíbio da família Myobatrachidae.
É endémica da Austrália.
Os seus habitats naturais são: florestas secas tropicais ou subtropicais , campos de gramíneas subtropicais ou tropicais secos de baixa altitude e marismas intermitentes de água doce.